# Gonzaré Béri
Gonzaré Béri (auch: Gonzaré, Gonzari Béri) ist ein Weiler in der Landgemeinde Liboré in Niger.

## Geographie
Der Weiler befindet sich rund neun Kilometer nordöstlich des Hauptorts Liboré der gleichnamigen Landgemeinde, die zum Departement Kollo in der Region Tillabéri gehört. Zu den Siedlungen in der näheren Umgebung von Gonzaré Béri zählen Galbal im Norden sowie Sorey Béné und Sorey Ganda im Süden.
Gonzaré Béri ist Teil der Übergangszone zwischen Sahel und Sudan. Die durchschnittliche jährliche Niederschlagsmenge beträgt hier zwischen 500 und 600 mm.

## Geschichte
Bei einer Untersuchung im Jahr 1983 waren in den Siedlungen Gonzaré Béri, Galbal, Kogorou und Sorey Béné 46 Prozent von 127 Kindern im Alter von 10 bis 14 Jahren an Schistosomiasis erkrankt. In allen Altersgruppen betrug die Infektionsrate 23 Prozent bei 966 untersuchten Personen. Laut einer Erhebung vom September 2022 lebten in Gonzaré Béri 70 interne Vertriebene aus zehn Haushalten.

## Bevölkerung
Bei der Volkszählung 2012 hatte Gonzaré Béri 680 Einwohner, die in 52 Haushalten lebten. Bei der Volkszählung 2001 betrug die Einwohnerzahl 363 in 46 Haushalten.

## Wirtschaft und Infrastruktur
Es gibt eine Grundschule in der Siedlung. Bei Gonzaré Béri werden Meerrettichbäume kultiviert.